# Can Tordera (Blanes)
Can Tordera és un edifici modernista de l'any 1903 al Passeig de Dintre de la vila de Blanes (la Selva). És un edifici cantoner de tres plantes. Totes les obertures són d'arc rebaixat amb impostes, i tenen motius decoratius treballats en pedra. A la cantonada hi ha una tribuna angular coberta de cúpula. La coberta és plana, amb mirador, i la cornisa està decorada amb àmfores de pedra als extrems i un medalló fet amb pedra i coronat amb la data d'edificació a la part central. Actualment a la planta baixa hi ha un restaurant "Pull's & Iberics". És una obra inclosa en l'Inventari del Patrimoni Arquitectònic de Catalunya.

## Arquitectura

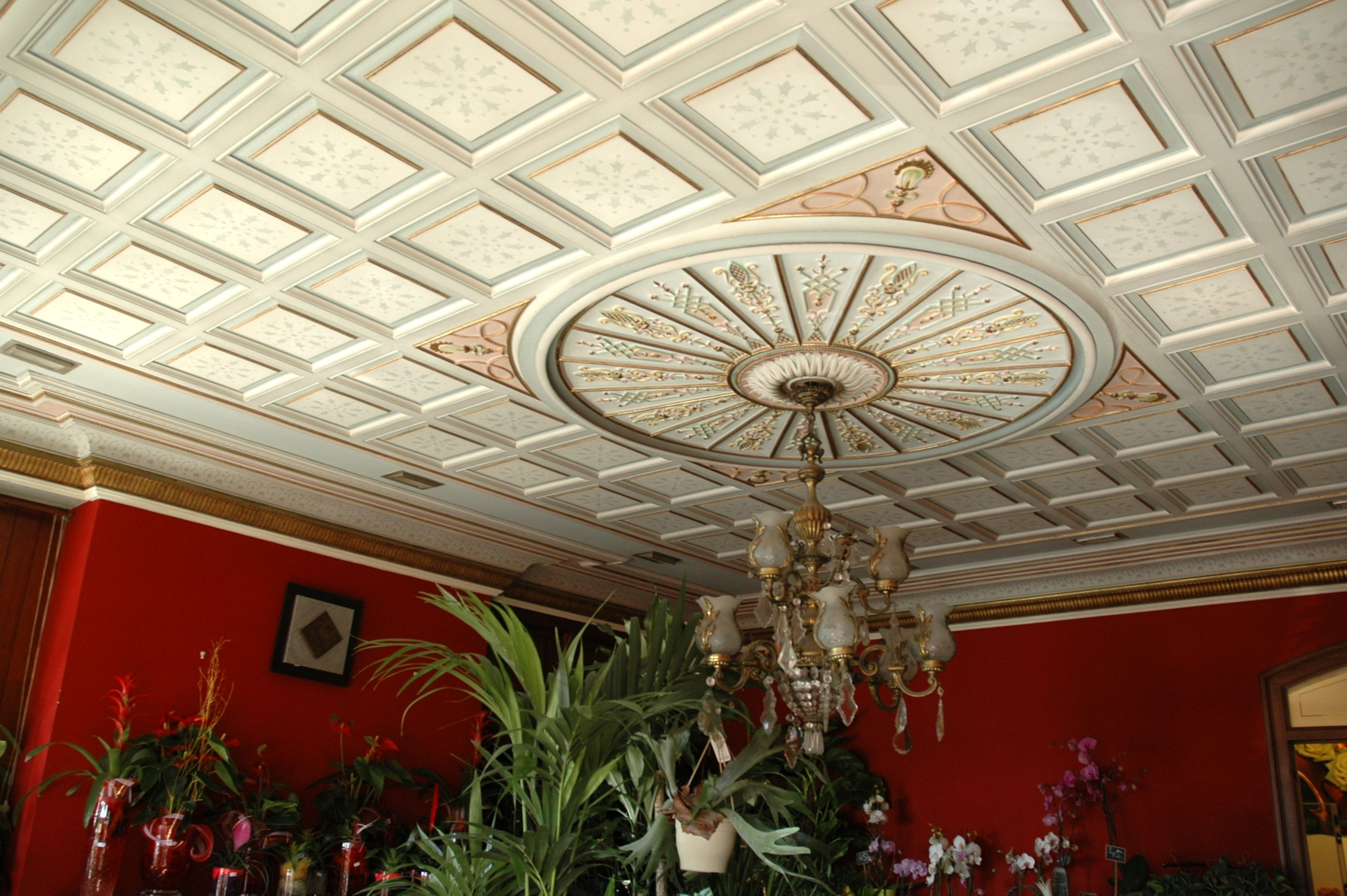
Detall del sostre del menjador

Es tracta d'un edifici que conflueix amb dos carrers: la façana, amb el carrer del Passeig de Dintre, mentre que la cantonada amb el Carrer Bellaire. Casa que permet ser visitada, almenys la seva planta baixa, ja que fa pocs anys que s'hi va instal·lar una floristeria. Està constituït per tres plantes, com són planta baixa que actua com a accés i el primer i segon pis com a habitatges. S'observa un ampli aparell ornamental que imbueix i impregna tot l'espai, apoderant-se de la façana i acaparant i monopolitzant tot l'entramat arquitectònic de la part superficial de la façana: des del basament de l'edifici – compost per grans blocs paral·lelepípedes a la manera de carreus regulars, amb les dues obertures d'arc rebaixat amb impostes, coronades amb uns motius decoratius en pedra, treballats amb bastanta sultura i destresa.
Passant pel primer i segon pis, amb per una banda, les respectives obertures també d'arc rebaixat amb impostes conceptualitzades o confeccionades a la manera de balconades sustentades per unes mènsules esculpides, les quals són definides amb bastant encert. Mentre que per l'altra, amb la tribuna angular, ubicada en la cantonada i coberta per una cúpula semiesfèrica de gallons apuntada, sostinguda per una mènsula de tall vegetal a manera de floró de grans proporcions, a través de la confecció d'un basament circular. Fins a la cornisa, àmpliament densificada i poblada per diversos elements, com la balustrada a la manera d'ampit, les àmfores d'estuc en els extrems, sustentada i ornamentada a la vegada per un entremat de mènsules de caràcter vegetal i geomètric – mènsules que abracen tota la façana que dona al carrera Passeig de Dintre i part del sector longitudinal de l'edifici que correspon al Passatge Bellaire-, coronada o culminada amb la disposició en la part central, d'un medalló petri, que conté la data d'edificació 1903.
Cal remarcar, que a nivell interior, tota la planta baixa està impregnada de tota una essència, sabor opulent, pompós i abarrocat tant en el sostre com en les parets, a través d'un programa d'estucat, que emfasitza i amplifica l'aspecte superficial dels mers envans i parets despollats.

## Història
Actualment és coneguda com a Can Tordera, després de ser adquirida per aquesta família i que molt encertadament conservà bona part del seu aspecte original, sobretot la seva façana principal i la característica tribuna circular que fa xamfrà amb el Carrer Bellaire. Molt abans, fa més de cinquanta anys, aquesta casa era coneguda pel nom de la seva propietària, una senyora gran a qui anomenaven Teresina Saboia però que el seu nom real era Teresina Ferrer i era vídua del prestigiós doctor Joaquim Albareda, que exercí la seva professió a Blanes molt abans que ho fessin Xavier Brunet i Tomàs Bataller, també metges i residents al passeig. En no tenir descendència s'afillà a una nena, de nom Montserrat, que amb el temps es casaria amb Antonio, el fill gran dels Mañach. El nou matrimoni va anar a viure a Palamós per motius de feina, ja que el Sr. Mañach tenia un càrrec portuari o relacionat amb la Marina que va propiciar el seu trasllat. El seu pati va desaparèixer, durant una intervenció no datada, per donar lloc a una àmplia sala d'estar amb una llar de foc. Aquestes habitacions eren l'espai més assolellat de les cases del passeig i el preferit per passar els dies d'hivern.